# Kim Hyŏng-jik
Kim Hyŏng-jik (Koreaans: 김형직) (Mangyongdae, 10 juli 1894 – 5 juni 1926) was een Koreaanse onafhankelijkheidsactivist. Hij was de vader van Kim Il-sung, grootvader van diens zoon Kim Jong-il en overgrootvader van de huidige leider van Noord-Korea, Kim Jong-un.

## Biografie
Over Kim Hyŏng-jik is vrij weinig bekend. Hij werd geboren in het kleine dorp Mangyongdae langs de Taedongrivier, tegenwoordig een deel van Pyongyang, hij was de zoon van Kim Bo-hyon (金輔鉉, 1871–1955). Kim Hyŏng-jik ging naar een school in Sungshil, die werd geleid door Amerikaanse missionarissen. Hij werd eerst onderwijzer en later kruidendrogist. 
Kim en zijn vrouw bezochten kerkdiensten, en hij deed ook in deeltijd dienst als evangelist of zendeling. Zijn zoon Kim Il-sung zou als tiener ook kerkdiensten hebben bezocht, later werd deze atheïst. Vanaf 1920 woonde het gezin, zoals veel andere Koreanen, een aantal jaren in Mantsjoerije.
Kim Il-sung sprak vaak over zijn vaders idee van chiwŏn (rechtvaardige aspiraties).
De officiële biografie van Kim Jong-il stelt dat zijn grootvader "de leider was van de anti-Japanse bevrijdingsbeweging en pionier was van het wijzigen van deze beweging van een nationalistische naar een communistische". Dit wordt dan weer betwijfeld door buitenlandse academici en onafhankelijke bronnen, die zeggen dat de oppositie van Kim Hyŏng-jik niet meer was dan algemene onvrede met het leven onder Japanse bezetting. Kim Il-sung zei dat zijn voorouders, inclusief zijn grootvader Kim Bo-hyon en overgrootvader Kim Ung-u (1848–1878), betrokken waren bij het Generaal Sherman incident. Ook dit wordt betwijfeld.
Kim Hyŏng-jik overleed als gevolg van een aantal medische problemen, onder andere derdegraads bevriezingsverschijnselen.